# Ricin

Ricinul (Ricinus communis) este o plantă perenă ce aparține de familia „Euphorbiaceae” specia „Ricinus”.
Numele botanic al plantei de ricinus provine din latină care însemnă căpușă. Alte denumiri după forma frunzei „Christuspalme” (Palma lui Cristos), „Kreuzbaum” (Arborele crucii), de acea probabil mai este și numit „Wunderbaum” (Arborele minune).
Din semințele de ricin se extrage „uleiul de ricin” care are un efect purgativ. Uleiul de ricin conține toxalbumina ricină, care este o substanță toxică conținută în semințe.
Pe lângă utilizarea lui în medicină, uleiul de ricin este extins folosit în industria chimică, posedând o caracteristică unică, ce constă în existența unei grupe hidroxil "-OH", legată de lanțul de carbon. Aceasta îi conferă vâscozitatea ridicată și solubilitatea în alcool la temperaturi relativ mici.
În Brazilia, ricinul este o plantă care se dezvoltă în abundență, iar uleiul de ricin este deja folosit ca "biodiesel" în regiunile sărace ale țării.

## Distribuție și ecologie
Patria Ricinului nu a fost stabilită, cu probabilitate ar putea fi Africa (Etiopia). Planta este prezentă peste tot în zonele tropicale și subtropicale ale celor două emisfere, unde crește fie ca plantă sălbatică sau ca semi-cultură. Principalele puncte de cultivare a plantei sunt India, Brazilia, Argentina, țările africane, China și Iran. În Egipt planta crește de mai bine de patru mii de ani.

## Vezi și
- Ulei de ricin
- Substanțe toxice
- Ricină